# Preta Ferreira
Janice Ferreira Silva, más conocida como Preta Ferreira (Bahía, 1984), es una defensora de los derechos humanos, activista por la vivienda, multiartista y escritora brasileña. Fue encarcelada en 2019, durante más de 100 días, por su activismo en el Movimiento sin Techo del Centro (MSTC) y en el Frente de Lucha por la Vivienda (FLM) de la ciudad de São Paulo, Brasil. Se ha convertido en un símbolo de la criminalización de los movimientos sociales y defensores de los derechos humanos en Brasil. Recibió el Premio Dandara de la Asamblea Legislativa del Estado de Río de Janeiro (2019).

## Trayectoria
Preta, nacida como Janice Ferreira Silva, es la tercera de ocho hijos de su madre, Carmen Ferreira da Silva. Abandonó Bahía cuando era adolescente y se mudó a São Paulo con su madre, donde, desde muy joven, trabajó para ayudar a complementar los ingresos familiares. Se graduó en publicidad e hizo carrera como cantante y productora de casting. También es compositora, actriz y productora.
En São Paulo entró en contacto con el Movimiento sin Techo cuando tenía 14 años. Junto a su madre y su hermano lidera el Frente de Lucha por la Vivienda. Se implicó en la lucha en los movimientos sociales por la vivienda para las personas sin hogar en paralelo a su carrera artística.
Se ha convertido en una de las líderes de la Ocupação 9 de Julho, en el centro de São Paulo, donde viven cientos de familias que no tienen acceso a la vivienda, uno de los derechos humanos previsto en la Constitución de Brasil de 1988.

### Encarcelamiento
En 2019 tras el derrumbe del edificio Wilton Paes de Almeida que había sido ocupado por los miembros del Movimiento de Lucha Social por la Vivienda, fueron detenidos nueve líderes de los movimientos habitacionales, entre los que se encontraban, además de Ferreira, su hermano Sidney Ferreira da Silva, Edinalva Silva Ferreira y Angélica dos Santos Lima. La Policía civil de Brasil tenía orden para detener también a otros cinco activistas: Ananias Pereira dos Santos, Andreya Tamara Santos de Oliveira, Hamilton Coelho, Josiane Cristina Barranco y a su madre, Carmen da Silva Ferreira.
Ferreira, detenida el 24 de junio, fue acusada de extorsión y asociación delictiva, por el Departamento de Investigaciones Criminales del Estado (DEIC) de la Policía civil de Brasil.
Estuvo encarcelada durante 108 días en la Penitenciaría de Mujeres de Sant'Anna, tiempo durante el que escribió su primer libro, Minha Carne, que relataba su experiencia en prisión. Durante el tiempo en que estuvo retenida, nunca se presentaron pruebas que demostraran la culpabilidad de Ferreira y fue puesta en libertad. Su madre fue absuelta.

## Obra
2021 - Minha Carne; Diário de uma Prisão, editora Boitempo, ISBN: 9786557170205.

## Filmografía

#### 2019
- 2019. "Minha Carne", clip musical (actriz).[20][21]

#### 2020
- Receita de Caranguejo, cortometraje (actriz).[20][21]

- Cidade Pássaro, largometraje (actriz y directora).[20][21]

## Premios y reconocimientos
- 2019 - Premio Dandara de la Asamblea Legislativa del Estado de Río de Janeiro, por el trabajo a favor de la valorización de las mujeres afrodescendientes, latinoamericanas.[22]

- 2020 - Premio especial del jurado en el Festival de Cine de Gramado por su actuación en Receita do Caranguejo.[23][24]